# عمر کونه (بازیکن فوتبال)
عمر کونه (انگلیسی: Oumar Koné؛ زادهٔ ۱۳ آوریل ۱۹۹۱) بازیکن فوتبال اهل مالی است.